# Kaple svatého Jana Pavla II. (Bukovany)
Kaple svatého Jana Pavla II. se nachází v obci Bukovany nedaleko jihomoravského města Kyjov v okrese Hodonín. Stavba byla zahájena v září 2012, vysvěcena pak 20. října 2013 arcibiskupem olomouckým a metropolitou moravským Mons. Janem Graubnerem. Zasvěcena je papeži Janu Pavlu II., jehož kanonizace se v době dokončení stavby očekávala a došlo k ní 27. dubna 2014. Do oltáře v kapli byla zakomponována (coby hlavní relikvie) kapka jeho krve vpitá do části oděvu při autotransfuzi po atentátu v roce 1981.
Autorem architektonického řešení kaple je Jaroslav Vlach z blízkého Kyjova. Stavbu financoval bukovanský rodák Josef Kouřil. Sám žije rovněž v Kyjově, v obci však žila řada jeho předků.

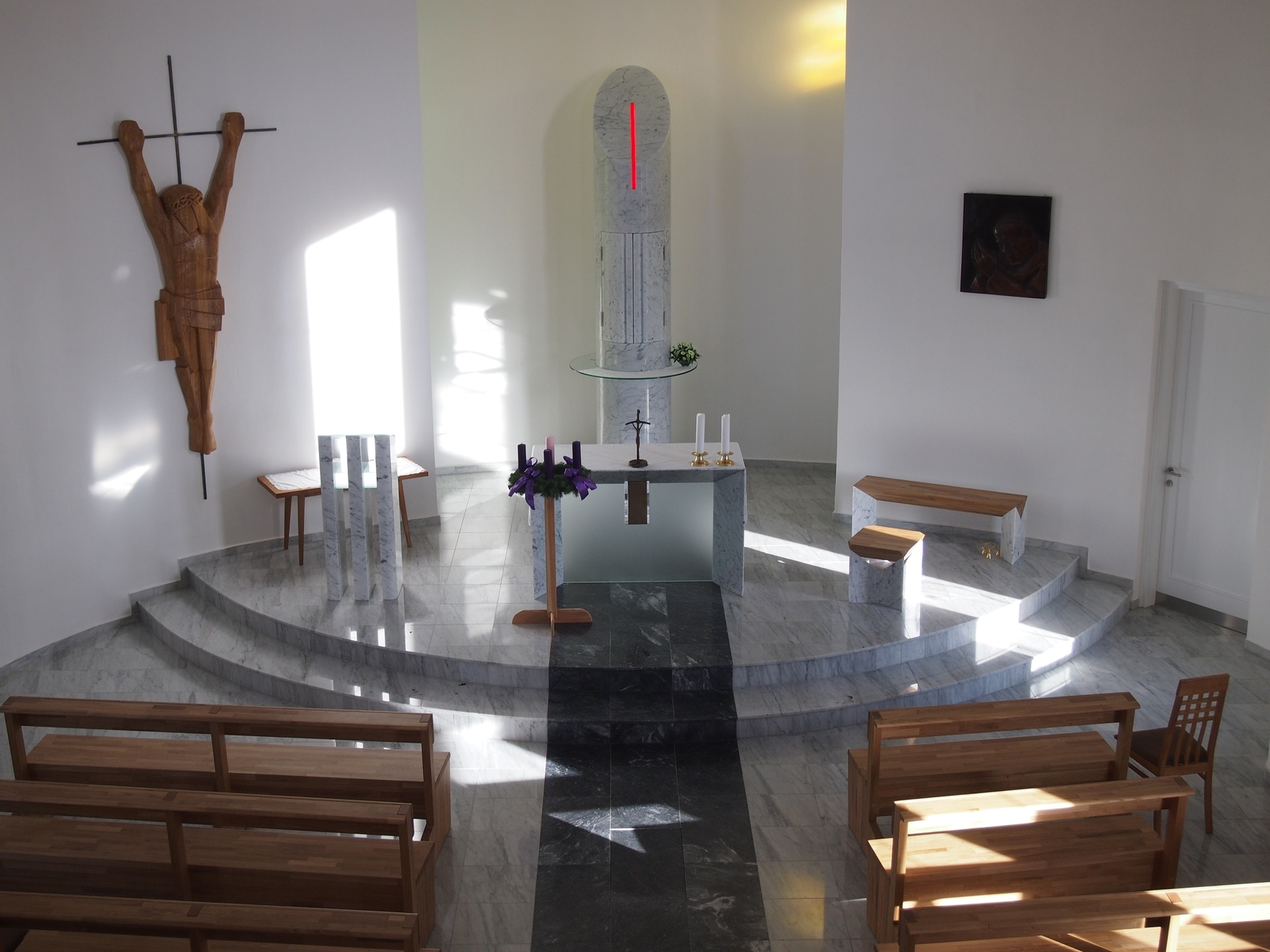
Interiér kaple a oltáře. Hlavní relikvií zakomponovanou v oltáři je kapka krve vpitá do oděvu Jana Pavla II.

Na financovaní stavby se podíleli i obyvatelé Bukovan, kteří dosud dojížděli na bohoslužby do Kyjova. V době svěcení kaple již mezi sebou vybrali necelý milion korun, za který se pořídily varhany, umělecká díla a další vybavení vnitřních prostor. Pozemek, na kterém stavba vyrůstá, vlastní obec, nicméně po jejím dokončení měl být darován sdružení Bukovanská kaple.
Kaple by sice měla spadat pod správu katolické církve, využívat ji však budou moci i příslušníci jiných vyznání. Kouřil počítá s tím, že stavba bude sloužit i ke koncertům a výstavám.
Kostel ani kaple nestály v Bukovanech téměř 800 let. Místní obyvatelé už na nový svatostánek dvakrát uspořádali veřejnou sbírku, ani jednou se však nepodařilo vybrat dost peněz.